# Amphipyra sergei
Amphipyra sergei là một loài bướm đêm thuộc họ Noctuidae. Nó được tìm thấy ở Nga, Kazakhstan và Trung Quốc.